# C12orf76
C12orf76 (англ. Chromosome 12 open reading frame 76) – білок, який кодується однойменним геном, розташованим у людей на 12-й хромосомі. Довжина поліпептидного ланцюга білка становить 135 амінокислот, а молекулярна маса — 14 959.
| 10         |  | 20         |  | 30         |  | 40         |  | 50         |
| ---------- |  | ---------- |  | ---------- |  | ---------- |  | ---------- |
| MFQNLQGTFE |  | KEIGKIIPFT |  | IAFKRAEAVE |  | PDGCVQSWRC |  | CLPCDLGQAS |
| RFIHTTVCSA |  | IRWRSCKGER |  | NFAERHILPA |  | ELEEQSNHAG |  | MGPILPAMPS |
| VDGNHFQHPA |  | GDCHPYGILC |  | LQAHSASVTA |  | RQVLQ      |  |            |

A: Аланін

C: Цистеїн

D: Аспарагінова кислота

E: Глутамінова кислота

F: Фенілаланін

G: Гліцин

H: Гістидин

I: Ізолейцин

K: Лізин

L: Лейцин

M: Метіонін

N: Аспарагін

P: Пролін

Q: Глутамін

R: Аргінін

S: Серин

T: Треонін

V: Валін

W: Триптофан